# Maca
Maca (Lepidium peruvianum Chacon eller Lepidium meyenii Walp.) är en rotfrukt som frodas på högre höjder än någon annan. Maca växer i Anderna på 4 000 meters höjd. Smaken påminner om pepparrot och palsternacka. Maca har bland annat en stärkande effekt på könskörtlarna och ges bland annat till lamadjur och får för att hjälpa dem att bli dräktiga. Maca kallas ibland för peruansk ginseng, men är inte besläktad med ginseng.
Maca är mycket näringsrik, eftersom den både är rik på B-vitaminer, C-vitamin och tokoferoler (E-vitamin) och essentiella mineraler som järn, kalcium, mangan och så vidare. Dessutom innehåller Maca höga doser av för människor viktiga aminosyror (protein). Forskare har även hittat sekundära metaboliter i extrakt av Macarot som man sett har gett en antioxidativ effekt samt en påverkande effekt på sexlusten för både kvinnor och män.
Maca har visat sig helt sakna effekt på reproduktionshormoner hos försökspersoner i en vetenskaplig studie från 2003. Inget av hormonerna LH, FSH, prolaktin, 17-alpha hydroxyprogesterone, testosteron resp 17-beta estradiol påverkades av preparatet. 
Maca kallas ofta "naturens viagra" och har dokumenterad effekt som lusthöjare.  Vid vissa studier på människor har klinisk forskning nu också visat på en signifikant positiv effekt vid dysfunktionell sexuell prestation vid intag av standardiserade extrakt av Maca. Studierna är dock inte helt enhälliga.
Maca är inte tillåtet att göras reklam för eller att sälja i Danmark enligt danska livsmedelsverket Födevarestyrelsen. Maca kan vara riskabelt för personer med hjärt- och kärlsjukdomar.